# Tarpno (województwo dolnośląskie)
Tarpno – wieś w Polsce położona w województwie dolnośląskim, w powiecie górowskim, w gminie Niechlów.

## Podział administracyjny
W latach 1975–1998 miejscowość administracyjnie należała do województwa leszczyńskiego.

## Nazwa
Miejscowość została wymieniona w staropolskiej formie Tarpenow w 1327 roku w łacińskim dokumencie wydanym w Górze.

## Zabytki
Do wojewódzkiego rejestru zabytków wpisany jest obiekt:
- zespół dworski i folwarczny:
  - Dwór w Tarpnie, z czwartej ćwierci XIX w., przebudowany w 1930 r.
  - park, z drugiej połowy XIX w.
  - trzy obory, z drugiej połowy XIX w.

Droga prowadząca do Tarpna od strony Sicin i Brzeżan jest drogą zabytkową, toteż nie można jej wyremontować bez nadzoru konserwatora zabytków. Także pomiędzy Tarpnem a Sicinami znajduje się zabytkowa kaplica z 1912 roku. Wieś co roku w lipcu gości pielgrzymów udających się na Jasną Górę.